# 紫の覆面
『紫の覆面』（むらさきのふくめん、英語: The Purple Mask, 「紫色の仮面」の意）は、1916年（大正5年）製作・公開、ユニヴァーサル・フィルム・マニュファクチャリング・カンパニー（現在のユニバーサル・ピクチャーズ）製作・配給によるアメリカ合衆国のサイレント映画、シリアル・フィルムである。グレイス・キュナードとフランシス・フォードのコンビによるシリアルの最終作である。

## 略歴・概要
ユニヴァーサル・フィルム・マニュファクチャリング・カンパニー初のシリアル『國寶』、日本でも公開されて大反響を呼んだ『名金』、『獣魂』に次いで同社が製作した、グレイス・キュナードとフランシス・フォードの脚本と監督のコンビによる主演作であり、同コンビによるシリアルの最終作である。本作には、フォードの実弟ジョン・フォードが、前3作のシリアルから引き続き、当時の芸名ジャック・フォードの名で出演しており、フォードの子息フィリップ・フォードも役を得て出演している。本作は、アメリカ合衆国では、1916年12月31日（25日説あり）から順次封切られた。
日本では、翌1917年（大正6年）、まだアメリカ本国で同作の後半が封切られている最中の3月10日に浅草公園六区の帝国館で公開されている。配給は、1915年（大正4年）7月に東京市京橋区南伝馬町3丁目14番地（現在の東京都中央区京橋3丁目）に設立された播磨ユニヴァーサル商会が行なった。
現在、本作の原版は散逸しているが、カナダのドーソン・シティが、第11話と第14話の1-2巻をそれぞれ復元し、同市のアーカイヴが所蔵しており、1979年（昭和54年）に第14話、1983年（昭和58年）に第11話のデュープネガと上映用プリントが作成され、アメリカ議会図書館にも収蔵された。

## スタッフ・作品データ
- 監督 : グレイス・キュナード、フランシス・フォード
- 脚本 : グレイス・キュナード、フランシス・フォード
- 撮影 : エイブ・ヴァレット（Abe Vallet [3]）

- 上映時間（巻数） : 約320分（2巻もの全16話 各話約20分、全33巻 [2][3]）
- フォーマット : 白黒映画 - スタンダードサイズ（1.37:1） - サイレント映画
- 日本初回興行 : 浅草・帝国館 [5]

## キャスト
クレジット順
- フランシス・フォード - Phil Kelly / The Sphinx
- グレイス・キューナード - Patricia Montez / Queen of the Apaches
- ジーン・ハサウェイ - Eleanor Van Nuys
- ピート・ジェラルド（ピーター・ジェラルド、Peter Gerald [10]） - Pete Bartlett, Kelly's Assistant
- ジェリー・アッシュ（ジェローム・アッシュ、Jerome Ash [11]） - Bull Sanderson, Kelly's Assistant
- ジョン・フェザーストン（John Featherstone [12]） - Stephen Dupont
- ジョン・ダフィ [13] （ジャック・ダフィ、Jack Duffy） - Silk Donahue
- マリオ・ビアンキ （モンティ・バンクス、Monty Banks） - Jacques, Patricia's Butler
- ジョー・ムーア - Jack Elliot
- ガートルード・ショート （en:Gertrude Short） - Mary MacLean
- レナード・クラパム （トム・ロンドン、en:Tom London） - Robert Jackson, Inventor
- ウィリアム・ホワイト （William White [14]） - The King
- フィリップ・フォード （Philip Ford） - Joe Butts
- エイブ・マンドン （Abe Mundon [15]）

以下アルファベット順
- ジャック・フォード （ジョン・フォード） - 役柄不明

## サブタイトル
各話のサブタイトルの一覧である。公開日のわかるものは付した。
1. The Vanished Jewels（全3巻、 1916年12月31日公開、Vanishing Jewel 12月25日公開説あり[3]、 1917年3月10日）
2. Suspected
3. The Capture
4. Facing Death
5. The Demon of the Sky （Ablaze in Mid-Air 説あり[3]、 1917年1月22日公開）
6. The Silent Feud
7. The Race for Freedom
8. The Secret Adventure
9. A Strange Discovery
10. House of Mystery
11. The Garden of Surprise （ 1917年2月24日公開）
12. The Vault of Mystery
13. The Leap
14. The Sky Monsters （The Sky Monster 説あり[3]）
15. Floating Signal
16. A Prisoner of Love （The Prisoner of Love 説あり[3]、 1917年4月2日登録）

## 関連事項
- 1917年の日本公開映画
- en:List of film serials
- en:List of film serials by studio

## 註
1. 1 2 3  The Purple Mask, Internet Movie Database （英語）, 2010年7月14日閲覧。
2. 1 2 3  『20世紀アメリカ映画事典』、編・畑暉男、カタログハウス、2002年4月、ISBN 4905943507, p.65.
3. 1 2 3 4 5 6 7 8 9 10 11 12 13  The Purple Mask, silentera.com （英語）, 2010年7月14日閲覧。
4. ↑  Lucille Love: The Girl of Mystery, Allmovie, （英語）, 2010年7月14日閲覧。
5. 1 2  『日本映画発達史 I 活動写真時代』 、田中純一郎、中公文庫、1975年12月10日 ISBN 4122002850, p.254-255.
6. ↑  Lucille Love: The Girl of Mystery - IMDb（英語）, 2010年7月14日閲覧。
7. ↑  The Broken Coin - IMDb（英語）, 2010年7月14日閲覧。
8. ↑  The Adventures of Peg o' the Ring - IMDb（英語）, 2010年7月14日閲覧。
9. ↑  『日本映画発達史 I 活動写真時代』、p.257.
10. ↑  Peter Gerald - IMDb（英語）, 2010年7月14日閲覧。
11. ↑  Jerome Ash - IMDb（英語）, 2010年7月14日閲覧。
12. ↑  John Featherstone - IMDb（英語）, 2010年7月14日閲覧。
13. ↑  John Duffy - IMDb（英語）, 2010年7月14日閲覧。
14. ↑  William White - IMDb（英語）, 2010年7月14日閲覧。
15. ↑  Abe Mundon - IMDb（英語）, 2010年7月14日閲覧。